# Les temps sont durs pour les vampires
Pour plus de détails, voir Fiche technique et Distribution.
Les temps sont durs pour les vampires (titre original : Tempi duri per i vampiri) est une comédie fantastique franco-italienne réalisée par Steno, sortie en 1959, avec Renato Rascel, Sylva Koscina et Christopher Lee.

## Synopsis
En Italie, Le Baron Osvaldo Lambertenghi décide de transformer son château en hôtel. Malheureusement son aïeul, Le Baron Roderico da Frankurten qui se trouve être un vampire va au château et mord Osvaldo. Il est dorénavant dangereux pour les clients de passer une nuit dans cet établissement.

## Fiche technique
- Titre : Les temps sont durs pour les vampires
- Titre original : Tempi duri per i vampiri
- Réalisation : Steno
- Scénario : Edoardo Anton, Mario Cecchi Gori, Marcello Fondato, Renato Rascel, Steno, Sandro Continenza et Dino Verde
- Musique : Renato Rascel et Armando Trovajoli
- Photographie : Marco Scarpelli
- Montage : Eraldo Da Roma
- Production : Mario Cecchi Gori
- Société de production : CEI, Incom-Montfleur, Maxima Film Compagnia Cinematografica et Steno Film
- Pays de production :  Italie et  France
- Genre : Comédie horrifique
- Durée : 85 minutes
- Dates de sortie : 
  - Italie : 28 octobre 1959
  - France : 8 août 1962

## Distribution
- Renato Rascel (VF : Roger Carel) : Baron Osvaldo Lambertenghi
- Christopher Lee (VF : Michel Piccoli) : Baron Roderico da Frankurten
- Sylva Koscina (VF : Michèle Montel) : Carla
- Antje Geerk (VF : Jany Clair) : Liliane
- Lia Zoppelli (VF : Sylvie Deniau) : Letizia
- Rik Van Nutter (VF : Jean-Pierre Duclos) : Victor, le chanteur
- Suzanne Loret : Susan, touriste américaine blonde
- Kai Fischer : Kai, touriste américaine rousse
- Carl Wery (VF : Serge Nadaud): Directeur de l'hôtel
- Franco Scandurra (en) (VF : Howard Vernon) : Professeur Striker
- Angelo Zanolli : Paolo, le premier playboy
- Franco Giacobini (VF : Jacques Dynam) : Le deuxième playboy
- Antonio Mambretti (VF : Jean-Paul Moulinot) : Alberto Fortini
- Federico Collino : Visnaghi
- Leonardo Porzio (VF : Hubert Noel) : Le mari de Gwendoline

## Analyse
Tout auréolé de son récent succès dans Le Cauchemar de Dracula (1958), l'acteur britannique Christopher Lee choisit l'Italie pour reprendre une première fois le rôle de vampire qui l'a rendu mondialement célèbre. Son choix se porte d'ailleurs ironiquement sur une comédie où, loin de caricaturer sa propre prestation pour le compte de la Hammer, il contribue paradoxalement à la parodie en jouant son personnage avec le plus grand sérieux. Il adoptera exactement la même attitude, une quinzaine d'années plus tard, dans une autre comédie vampirique au canevas similaire: Dracula père et fils (1976) d'Édouard Molinaro.
Ici, la part comique du film repose, en définitive, quasi exclusivement sur la performance outrancière du comédien italien Renato Rascel, très à l'aise dans le rôle du vampire velléitaire.

## Box office
Lors de sa sortie, le film récolta 385 millions de lires sur le territoire italien.

## Chanson du Film
La séquence finale est musicalement illustrée par la chanson à succès Dracula Cha Cha Cha composée par Bruno Martino et dont Henri Salvador chantera l'adaptation française.

## Doublages
- Dans la version française, les voix de Renato Rascel et Christopher Lee sont respectivement doublées par Roger Carel et Michel Piccoli.
- Dans la version anglaise, la voix de Christopher Lee est doublée par un autre comédien.
- Dans la version italienne, la voix de Christopher Lee est doublée par Glauco Onorato.